# 安藝山本站
安藝山本站（日语：／ Aki-Yamamoto eki */?）是位於廣島縣安佐郡長束村，鐵道省可部線的鐵路車站（廢站）。

## 概要
此站是可部線當初開通時已經啟用，當時為大日本軌道廣島支社線的車站。當初此站名為長束停留場，後來鄰站大師停留場（現時：安藝長束站）改名為長束停留場之際，此站也改名為山本停留場，該站名是取自車站是在山本村（現時：安佐南區山本）入口處。後來在國有化再改名為安藝山本站。
在1943年（昭和18年），包含此站在內，與可部線部分車站一同暫停營業。
「山本站」曾經在小說《黑雨》中登場。在小說中，記載此站是在廣島市原子彈爆炸時（1945年（昭和20年）8月6日）暫停營業（實質是廢站），但是與事實相異。
在與可部線並行的舊國道（縣道277號）上設有廣島交通「安藝山本」巴士站。

## 歷史
- 1909年（明治42年）12月19日[1] - 大日本軌道廣島支社線橫川停留場至祇園停留場之間開業，長束停留場啟用。當時的軌距為762毫米及非電氣化。
- 1919年（大正8年）3月11日 - 路線轉讓給可部軌道，成為該公司的停留場。
- 1926年（大正15年）5月1日 - 公司合併為廣島電氣，成為該公司的停留場。
- 1928年（昭和3年）11月9日 - 包含此站在內，橫川停留場至古市橋站之間改軌距至1067毫米，同時電氣化（直流600V）。
- 1931年（昭和6年）7月1日 - 路線轉讓給廣濱鐵道，成為該公司的停留場。
- 1933年（昭和8年）4月21日 - 改名為山本停留場。同日，鄰站大師停留場（現時：安藝長束站）改名為長束停留場。
- 1936年（昭和11年）9月1日 - 可部線國有化，成為安藝山本站。
- 1943年（昭和18年）10月1日 - 包含此站在內，與可部線部分車站一同暫停營業[2]。

## 相鄰車站
鐵道省
可部線
安藝長束－安藝山本－下祇園

## 注腳
1. ↑  『広島県統計書. 昭和３年　第１編（其ノ２）』（國立國會圖書館近代數碼圖書館）
2. ↑  「鉄道省告示第271号」『官報』1943年9月15日（國立國會圖書館數碼化收藏）

## 相關項目
- 日本鐵路車站列表 A